# LG 아이스크림 스마트
LG 아이스크림 스마트는 LG전자에서 만든 두 번째 폴더형 스마트폰이다. 2015년 1월 26일, LG U+를 통해서만 출시되었다. LG 와인스마트와 비슷한 기종이나 청소년 층을 타겟으로 했기 때문에 용량이 8GB로 커졌다.

## 운영체제/소프트웨어

### 안드로이드 4.4.2 킷캣
아이스크림 스마트는 4.4.2 킷캣을 기본 탑재하여 출시되었다, 와인 스마트와 마찬가지로 추가적인 OS 업그레이드 계획은 없다.

## 특수 기능

### 카카오톡 전용키
아이스크림 스마트에는 기존 LG 와인스마트에 적용되었던 카카오톡 전용키가 적용되었다. 카카오톡 전용키는 버튼을 누르면 바로 카카오톡이 실행되는 핫키이다.

### U+ LTE 무전기
고음질 코덱 (압축기술)을 사용해 선명한 음질로 대화를 나눌 수 있고, LTE 네트워크나 와이파이에 연결되는 곳이라면 대화 상대가 전 세계 어디에 있든 상관없이 음성 메시지를 주고 받을 수 있는 앱이다. 아이스크림 스마트에서 처음 적용되었다.

## 색상
- 핑크
- 민트

## 같이 보기
- LG 와인스마트
- LG 아카